# Pontophilus norvegicus
Pontophilus norvegicus is een garnalensoort uit de familie van de Crangonidae. De wetenschappelijke naam van de soort is voor het eerst geldig gepubliceerd in 1861 door M. Sars.